# Anderyān
Anderyān (persiska: اَندِرجاف, آندریان, آندِرگان, Āndergān, اَنديردژَن, Ānderyān, اَندَربان, اَندَرگان, اَندِريان, اَنديرجان, اندريان) är en ort i Iran.   Den ligger i provinsen Östazarbaijan, i den nordvästra delen av landet, 500 km nordväst om huvudstaden Teheran. Anderyān ligger 1 685 meter över havet och antalet invånare är 911.
Terrängen runt Anderyān är huvudsakligen kuperad, men västerut är den bergig.Runt Anderyān är det ganska glesbefolkat, med 27 invånare per kvadratkilometer. Anderyān är det största samhället i trakten. Trakten runt Anderyān består i huvudsak av gräsmarker.